# Сладководна медуза
Сладководните медузи (Craspedacusta sowerbyi) са вид хидровидни от семейство Olindiidae.
Таксонът е описан за пръв път от Рей Ланкестър през 1880 година.